# Chim cánh cụt Waitaha
Chim cánh cụt Waitaha (Megadyptes waitaha) là một loài chim cánh cụt tuyệt chủng của New Zealand, phát hiện năn 2008.
Loài này được những nhà khoa học Đại học Otago và Đại học Adelaide phát hiện khi so sánh xương chân của những mẫu vật chim cánh cụt 500 năm tuổi, 100 năm tuổi và hiện đại. Chúng ban đầu bị cho là thuộc về chim cánh cụt mắt vàng (Megadyptes antipodes). Tuy vậy, bán hóa thạch 500 năm tuổi cho thấy sự khác biệt về DNA. Theo nhà nghiên cứu Sanne Boessenkool, chim cánh cụt Waitaha "bé hơn chim cánh cụt mắt vàng khoảng 10%. Hai loài có quan hệ rất gần (...)." "Nghiên cứu của chúng tôi làm sáng tỏ rằng chim cánh cụt mắt vàng New Zealand không phải phần sót của quần thể đông đúc trước kia, mà đến từ vùng cận Nam cực tương đối gần đây, thế chỗ chim cánh cụt Waitaha," lời của Jeremy Austin, phó giám đốc Trung tâm DNA cổ đại Australasia.
Do người Māori không hề biết đến loài này, ta có thể ước tính rằng chúng tuyệt chủng trong khoảng 1300 đến 1500, ngay sau khi người Polynesia đến New Zealand. Dù vẫn chưa rõ lý do loài này biến mất, Boessenkool cho rằng chúng bị săn đến tuyệt chủng. "Việc chúng tôi tìm thấy xương ở nơi khảo cổ, làng mạc và nơi cư trú, [điều này] gợi lên rằng săn bắn đã đóng vai trò lớn. Loài chim này là con mồi dễ bắt, và chúng chưa bao giờ đông đảo cả." Sau khi chúng tuyệt chủng, chim cánh cụt mắt vàng thay chân chúng.
Loài chim cánh cụt này được đặt tên theo iwi (tộc) Māori Waitaha. Lãnh thổ bộ này từng là nơi chim cánh cụt Waitaha cư trú.